# Dal bhat
Dal bhat (nepalsko दालभात, bengalsko: ডাল ভাত, gudžaratščina: દાળ ભાત, maratščina: डाळ भात, asamščina: দাইল ভাত dail bhat / ডালি ভাত dali bhat) je tradicionalna jed indijske podceline, priljubljena na številnih območjih Nepala, Bangladeša in Indije. Sestavljen je iz parjenega riža in kuhane lečne juhe imenovane dal. To je osnovna hrana v teh državah. Bhat ali Chawal pomeni 'kuhan riž' v številnih indo-arijskih jezikih.
Na višjih nadmorskih višinah v Nepalu, nad 2000 m, kjer riž ne raste dobro, se lahko uporabi drugo zrnje, kot so koruza, ajda, ječmen ali proso, ki nadomestijo v kuhanem pripravku, imenovanem dhindo ali atho v Nepalu. Bhat se lahko dopolni z rotijem (nekvašen kruh) v Nepalu.
Dal se lahko kuha tudi s čebulo, česnom, ingverjem, čilijem, paradižnikom ali tamarindo, poleg leče ali fižola. Vedno vsebuje zelišča in začimbe, kot so koriander, garam masala, kumina in kurkuma. Recepti se razlikujejo glede na letni čas, lokacijo, etnično skupino in družino.
Dal bhat je pogosto postrežen z zelenjavnimi tarkarigem ali torkarijem (तरकारी v nepalščini) - mešanico razpoložljive sezonske zelenjave. Prav tako se imenuje Dal Bhat Tarkari (दाल भात तरकारी v nepalščini). Lahko se doda tudi dahi (jogurt) ali kari iz piščanca, kozjega mesa ali rib. Včasih je vključen tudi majhen del vložene zelenjave (imenovana achar).